# 2gether
2gether (generalmente estilizado como 2ge+her, 2Ge+Her o 2GE+HER; pronunciado "Together") fue una boy band estadounidense ficticia cuya composición, canciones e historia de formación son un enfoque satírico de la tendencia de las boybands de finales de los 90 y principios de los 2000, como New Kids on the Block, 'N Sync y Backstreet Boys. Fueron parte de una película para televisión homónima de MTV y una serie de televisión derivada.
El grupo, la película para televisión y la serie de televisión fueron creados por los escritores Brian Gunn y Mark Gunn, quienes también escribieron muchas de sus canciones.

## Miembros
Cada miembro en el grupo era un estereotipo de lo que se veía en otros grupos de aquella época.
- Doug Linus – "The Older Brother (El hermano mayor)" (Kevin Farley)[1]
- Jerry O'Keefe – "The Heartthrob (El rompecorazones)" (Evan Farmer)[1]
- Chad Linus – "The Shy One (El tímido)" (Noah Bastian)[1]
- Mickey Parke – "The Bad Boy (El chico malo)" (Alex Solowitz)[1]
- Jason "QT" McKnight – "The Cute One (El lindo)" (Michael Cuccione)[1]

El mánager del grupo en la película era Bob Buss (Alan Blumenfeld).

## Actuaciones
En la película, la banda tuvo un sencillo exitoso, "U + Me = Us (Calculus)", al que le siguió "Say It (Don't Spray It)". Se lanzó una banda sonora en la vida real, que también incluía canciones de otras bandas ficticias, incluidas Whoa y =Unity=. Los actores que interpretaron los personajes hicieron las voces para sus actuaciones. Abrieron varios shows de la gira de verano de Britney Spears del año 2000, apareciendo siempre interpretando a sus respectivos personajes. Su segundo disco, aunque su música se utilizó en toda la serie de televisión, fue de larga duración e interpretado únicamente por 2ge+her. Al igual que la banda sonora, la música era cómica pero también satírica de las convenciones de la canción pop. El sencillo "The Hardest Part of Breaking Up (Is Getting Back Your Stuff)" fue lanzado antes del álbum y se ubicó en el puesto 87 en el Billboard Hot 100 y pasó varios días en Total Request Live de MTV. "Awesum Luvr" también fue lanzado, pero no logró entrar en las listas.

## Película de televisión
La banda debutó en la película del mismo nombre en MTV; dirigida por el director Nigel Dick, siendo la primera película de larga duración producida exclusivamente para MTV, que se transmitió sin interrupciones el 21 de febrero de 2000.
El rival de 2gether en la película fue la popular boy band Whoa (basada en Backstreet Boys y *NSYNC). Bob Buss (Alan Blumenfeld) fue el manager de Whoa hasta que fue expulsado por la banda a favor del asistente del manager, Noel Davies (Tyler Labine), quien apoyó la decisión de un miembro de tener un tatuaje en su pecho (algo a lo que Buss se opone). En venganza, Buss fue a reclutar hombres talentosos para rivalizar con Whoa y los encontró en Jerry, Mickey, los hermanos Linus (Doug y Chad) y QT McKnight, que sufría de "trombosis biliar". Los bautiza como 2gether, por sugerencia de Doug, y comienza a entrenarlos para un posible espectáculo en Jacksonville. El primer acto de un desfile comienza bien hasta que QT se desmaya y es trasladado de urgencia a un hospital. El cambio del cantante principal de 2gether tensó la relación entre Buss y Jerry. Jerry regresa a casa con su novia, Erin, en su ciudad natal para disculparse con ella. Pronto los otros miembros tomaron caminos separados brevemente y Buss pronto se encontró lamentándose de su situación. Sintiéndose arrepentido por haber lastimado a Jerry, hace una llamada telefónica para disculparse por su comportamiento y se reúne con los hermanos Linus y con McKnight ya recuperado. Mickey es arrestado por daños a la propiedad, pero Buss puede salvarlo. Pronto algunos fanáticos imploran a Buss y a los otros miembros de 2gether que actúen en Jacksonville. Cuando llegan a Jacksonville, Buss descubre para su disgusto que Davies había llegado antes que él al espectáculo y Whoa estaba actuando. Buss está a punto de rendirse cuando Jerry aparece con Erin y revitaliza a 2gether para actuar. Con la ayuda de Erin, el show de Whoa es saboteado y los fans los acusan de hacer playback (un secreto que Buss sabía sobre Whoa) y los abuchean para que se vayan del escenario. Luego ayuda a 2gether a tener un buen desempeño y, a pesar de los mejores esfuerzos de Davies para que los eliminen, Steinmetz lo convence de dejar que la nueva banda termine después de ver la reacción positiva de los fanáticos. Davies afirma que Whoa sigue siendo mejor que 2gether y que encontrará la manera de regresar. Steinmetz no está de acuerdo y se va, lo que hace que Davies se dé cuenta de que todo terminó para Whoa. 2gether se convierte en la nueva boy band popular, Whoa se desvanece en la oscuridad y sus integrantes se ven obligados a trabajar como cantantes para una estación de radio en Tulsa, Oklahoma, mientras que Davies es despedido por Steinmetz por su papel en el sabotaje de la actuación de 2gether.

## 2gether: The Series
Tras el éxito de la emisión de la película, MTV utilizó los mismos personajes como parte de una serie de televisión, 2ge+her: The Series, que terminó cerca del final de su segunda temporada debido a los bajos índices de audiencia y la muerte de Michael Cuccione. El último episodio producido para la serie, "Fat", nunca se emitió en Estados Unidos, aunque se emitió en Canadá y Gran Bretaña.
El rival de 2gether en el programa fue la nueva boy band 4ever, después de la caída de popularidad de Whoa al final de la película. Jerry y Erin finalmente se separan cuando el estrés del estrellato de 2gether y de sus fans se volvió demasiado para que su relación pudiera manejarlo. 2gether se separó de Stuff Records para unirse a What-Ev Records en Los Ángeles y de Bob Buss para unirse a otro manager, Tom Lawless.
Al igual que la película para televisión, la producción se llevó a cabo en Vancouver, Columbia Británica, Canadá, en Burnaby Studios. Durante la segunda temporada, la participación de Cuccione fue limitada debido al deterioro de su salud.

## Reencuentro
A principios de noviembre de 2011, los cuatro miembros restantes de 2gether anunciaron que esperaban reunirse para un concierto en Los Ángeles. A principios de 2012, MTV le dio al grupo el visto bueno para comenzar la producción del falso documental/película de reunión. Una gran parte de las ganancias se destinó a la Fundación Michael Cuccione. El 23 de enero de 2012, MTV cedió el control creativo del proyecto de reunión de 2gether.
Bastian, Farley y Solowitz realizaron un espectáculo en el Teatro Jon Lovitz en 2012. Farmer fue el único de los miembros restantes que no participó en el programa debido a conflictos de programación, pero grabó un video para el programa.

## Discografía

### Álbumes
- 2Gether – 15 de febrero de 2000
- 2Gether: Again – 29 de agosto de 2000

## Libros
- Brian Gunn y Mark Gunn, Anthology of Awesomeness: The Official 2Gether Scrapbook, ISBN 0-7434-2693-2